# Xanthochromie
Ne doit être confondu ni avec le xanthome, ni avec le xanthisme
La xanthochromie (du grec Ξανθός / xanthós = jaune ; χρώμα / khrôma = couleur) désigne une coloration jaune anormale des tissus du corps humain, soit au niveau de la peau, soit au niveau du liquide cérébrospinal.

## Symptôme épidermique
La xanthochromie désigne la pigmentation jaune pouvant siéger au niveau de la peau dans diverses affections comme le xanthome ou le diabète. Cette coloration jaune à jaunâtre de la peau est due à la présence dans le sang d'un lipochrome, pigment analogue au carotène.

## Symptôme de l'hémorragie méningée
Dans ce cas, elle désigne la coloration jaune du liquide cérébrospinal due à une transformation de l'hémoglobine en pigments hématogènes au cours d'une hémorragie méningée. On observe alors que le liquide cérébrospinal devient jaune et que la xanthochromie arrive à la teinte « jaune chartreux ».
Elle est recherchée 12 h après le début de la symptomatologie.